# Мочвирє (Шкоцян)
Мочвирє (словен. Močvirje) — поселення в общині Шкоцян, регіон Південно-Східна Словенія, Словенія.